# Мандорла
Мандорла (итал. mandorla — „бадем”) је светитељски ореол, који уместо главе, обухвата цео лик. Представља визуелни симбол божанске славе и божанске светлости, која се, у хришћанској иконографији, појављује у сценама као што су Христово Преображење, Васкрсење, Вазнесење, као и Успење Богородице. Може бити округлог или бадемастог облика.
У источнохришћанској иконографији се приказује у различитим бојама, са зрацима који избијају из ње или без њих.
Прве сачуване представе Христа у мандорли се налазе у Домицилиним катакомбама у Риму, а датирају с почетка 5. века, где је Христос приказан на мозаику између апостола Петра и Павла и у цркви Свете Пуденцијане у Риму, где Христос, окружен мандорлом седи на престолу, међу апостолима.
На средњовековном новцу појављују се две представе Христа у бадемастој мандорли:
- Вазнесење, први пут на лицу млетачких златних дуката (1285), где је Христос приказан како стоји, са зрнастим нимбом око главе, у зрнастој мандорли, унутар које се, са обеју страна, налазе шестокраке звезде, док десном руком благосиља а у левој држи јеванђеље[4]
- Прображење, први пут на басиликону који су заједнички ковали цареви Јован V и Јована VI[3] (1347—1354). Христос у мандорли, држи свитак и стоји на троуглу, који симболично представља врх планине Тавор, где се одиграло Преображење.[4]

Утицај млетачког дуката се осетио у иконографији динара Дубровачке републике (1330), с тим да се уочава одсуство звезда унутар мандорле. Под утицајем дубровачког динара, мандорла се појавила у босанском новчарству.
Христ у мандорли, у представи Вазнесења, по узору на млетачке дукате, први пут у иконографији српског новчарства се појавио на динарима цара Душана. И на том новцу се такође јављају шестокраке звезде. Представа Христа у мандорли јавља се на динарима које су ковали цар Урош, краљ Вукашин, обласни господари: кнез Лазар, Стефан Мусић, Вук и Гргур Бранковић, те у периоду деспотовине Србије, у бројним емисијама динара и полудинара, које је ковао деспот Стефан Лазаревић, као и Ђурађ Бранковић, обласни господар, а касније деспот.
У српским православним црквама, у првој половини 13. века, под утицајем византијских цркава, у куполама, такође су рађене представе Христа у мандорли (Жича, Милешева, цркви Светих апостола у Пећкој патријаршији, Сопоћани). Касније су најчешће сликане представе Христа Пантократора у куполи наоса цркава.